# Dòng Tên
Dòng Tên, cũng được gọi là Dòng Chúa Giêsu (tiếng Latinh: Societas Iesu, viết tắt là SJ) là một dòng tu của Giáo hội Công giáo có trụ sở tại Roma, Ý. Dòng Tên do Inhaxiô nhà Loyola và một số bạn hữu sáng lập và được Giáo hoàng Phaolô III phê chuẩn vào năm 1540.

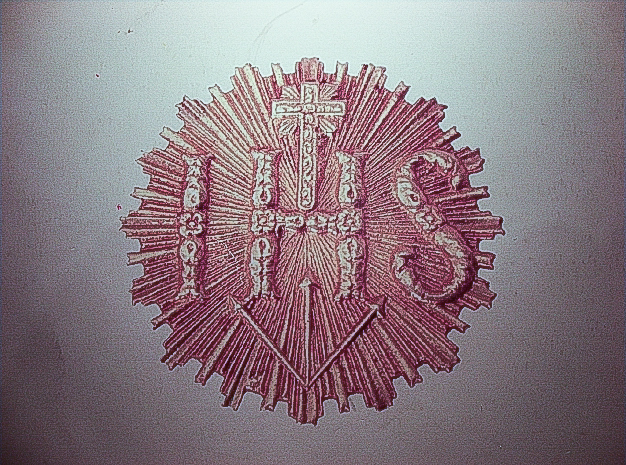
Ấn tín của Dòng Tên. "IHS" là 3 chữ đầu của "IHΣOYΣ", "Giêsu" trong tiếng Hy Lạp. Về sau được giải thích như "Iesus Hominum Salvator" ("Giêsu đấng Cứu chuộc nhân loại") hoặc "Iesum Habemus Socium" ("Chúng ta có Giêsu là Bạn hữu")

Dòng Tên dấn thân vào hoạt động tông đồ và truyền giảng Phúc Âm trên khắp thế giới: Âu, Á, Phi, Mỹ. Từ lâu đời, Dòng Tên đã nổi bật với công việc giáo dục, nghiên cứu, và thăng tiến văn hóa. Sang thế kỷ 21 Dòng Tên hoạt động trên 100 quốc gia với 19.200 tu sĩ (năm 2007). Bề trên Tổng quyền của Dòng hiện nay là linh mục Arturo Sosa.

## Tên gọi
Nguyên tên tiếng Latinh là Societas Iesu, ban đầu được gọi trong tiếng Việt là Dòng Đức Chúa Giê-su (chữ Nôm: 用德主支秋, như trong sách của Girolamo Maiorica). Từ khoảng thế kỷ 19, người Việt Công giáo quen gọi là Dòng Tên, có lẽ theo tập tục kị húy nên tránh dùng thẳng tên của Chúa Giêsu. Lúc đầu, thầy dòng Đức Chúa Giê-su còn được gọi là Giê-su hội sĩ (支秋會士). Khi tiếng Pháp còn được sử dụng rộng rãi ở Việt Nam, người ta còn dùng cách gọi Giê-duýt, từ Jésuit. Ngày nay tu sĩ Dòng Tên còn được gọi thân mật là Giê-su hữu.

## Lịch sử
Sau thời gian tuổi trẻ đầy tham vọng và với binh nghiệp sáng chói, Inhaxiô (tên gốc: Ignacio López), một quý tộc xứ Loyola (Tây Ban Nha), đã đi tìm các trải nghiệm về tôn giáo Thiên chúa. Sau nhiều cuộc mò mẫm tìm tòi, ông tuyên bố đã tìm thấy tiếng gọi thiêng liêng cứu các linh hồn (chính lời của ông) và phụng sự chúa Kitô. Ông bắt đầu học thần học tại Đại học Paris rồi dần dần tập hợp quanh mình các bạn hữu trong Chúa, sẵn sàng làm việc để vinh danh Chúa (khẩu hiệu tiếng latin Ad maiorem Dei gloriam trong Giáo hội Công giáo).

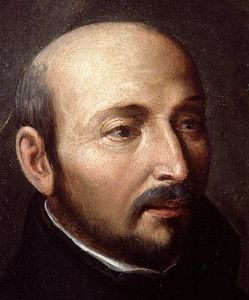
Thánh Inhaxiô thành Loyola, người thành lập dòng Tên

Ngày 15 tháng 8 năm 1534, Inhaxiô cùng 6 bạn sinh viên khác trong đó có François Xavier và Pierre Favre (người được thụ phong linh mục đầu tiên của Dòng Tên) họp lại ở Montmartre và quyết định hiến thân cho Chúa, lập ra Đoàn Giêsu, khấn hứa giữ khó nghèo, khiết tịnh và vâng phục (bề trên). Inhaxiô đã gợi ý cho các bạn tên Đoàn Giêsu để nhắc nhở các tu sĩ dấn thân triệt để làm chiến sĩ phục vụ Chúa. Tên Societas Iesu được ghi trong Sắc chỉ Giáo hoàng công nhận Dòng năm 1539.
Từ Tu sĩ dòng Tên (Jésuite) hay "Giêsu hữu" xuất hiện sau năm 1545, khi đó người theo Tin Lành gán cho với nghĩa xấu là "Người đạo đức giả".
Năm 1537, Inhaxiô cùng các bạn sang Ý để xin Giáo hoàng Phaolô III công nhận Dòng và đã được Giáo hoàng công nhận trong sắc chỉ Regimini militantis ecclesiae năm 1539. Ngày 21 tháng 7 năm 1550, Giáo hoàng Julius III tái công nhận Dòng trong sắc chỉ "Exposcit debitum".
Khi Cải cách Kháng nghị đang lan tràn, Giáo hội Công giáo thấy cũng cần phải có một cuộc nội cải cách, do đó Giáo hoàng Phaolô III đã triệu tập Công đồng Tridentinô (ở Trento, Ý từ 1545-1563), trong đó các tu sĩ Dòng Tên đã góp phần quan trọng trong Phong trào Phản Cải cách.
Ban đầu, dòng Tên hoạt động chủ yếu trong lãnh vực truyền giáo, nhưng từ năm 1547, dòng đã quay sang tập trung vào lãnh vực giáo dục cho tới cuối thế kỷ 16. Năm 1551, Dòng đã mở 1 trường trung học ở Rôma, trong khi các tu sĩ của Dòng đã có mặt ở Congo, Brasil, Angola và cả Đế quốc Ottoman với trường trung học thánh Benoît lập năm 1583.
Khi Inhaxiô qua đời năm 1556, Dòng đã có trên 1.000 tu sĩ và 60 năm sau, Dòng có trên 13.000 tu sĩ trên toàn châu Âu. Inhaxiô được Giáo hoàng Paul V tôn phong Chân phước năm 1609 và được Giáo hoàng Gregory XV phong Thánh năm 1622.

## Phát triển

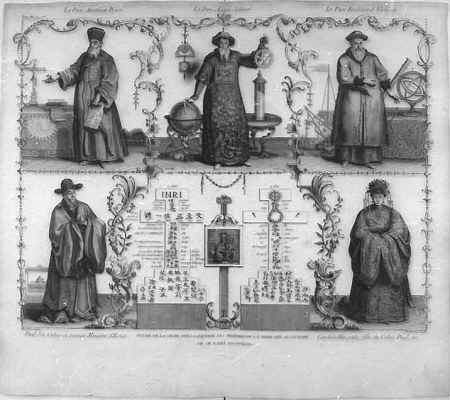
Dòng Tên ở Trung Quốc, hàng trên: Matteo Ricci, Johann Adam Schall von Bell, Ferdinand Verbiest.
Hàng dưới: Lễ Bộ Thượng thư Từ Quang Khải và cháu gái Candida Từ.

Phanxicô Xaviê tới Goa (Ấn Độ) năm 1542 và Nhật Bản ngày 27 tháng 7 năm 1549. Một lãnh chúa samurai là Akechi Mitsuhide cho ông truyền giáo ở Nagasaki từ năm 1580. Nhưng lúc đó Nhật Bản đang trong thời kì bất ổn chính trị. Chỉ 2 năm sau, năm 1582, Mitsuhide bị giết và người giết Mitsuhide là Toyotomi Hideyoshi đã trục xuất Phanxicô Xaviê khỏi Nhật Bản vào năm 1587.
Năm 1582, phái bộ truyền giáo Dòng Tên tới Trung Quốc. Linh mục Matteo Ricci được các quan lại công nhận ngang hàng với họ. Matteo là người đầu tiên xuất sắc nghiên cứu Hán học. Các nhà truyền giáo tại Việt Nam như Francisco de Pina và Alexandre de Rhodes đã khai mở chữ Quốc ngữ, trong khi văn hiến Công giáo chữ Nôm vẫn đặc biệt phát triển, nhất là các tác phẩm của Girolamo Maiorica. Hai nhà truyền giáo Dòng Tên Johann Grüber và Albert Dorville tới Lhassa (Tây Tạng) năm 1661.
Tại châu Mỹ, các tu sĩ dòng Tên tới Québec (Canada) năm 1625. Các tu sĩ dòng Tên cũng đã tham gia các phái bộ truyền giáo Tây Ban Nha tại California (1769–1823). Tại Nam Mỹ, nhất là ở Brasil và Paraguay phái bộ truyền giáo dòng Tên gây ra sự bài xích thực dân Tây Ban Nha và Bồ Đào Nha, và chống đối việc nô lệ hóa dân bản xứ. Các tu sĩ dòng Tên lập ra các khu tập trung người bản xứ để truyền giáo và dạy chữ cho họ từ năm 1609. Cũng chính các tu sĩ này đã lập ra nhiều thành phố ở đây, như thành phố São Paulo năm 1554.

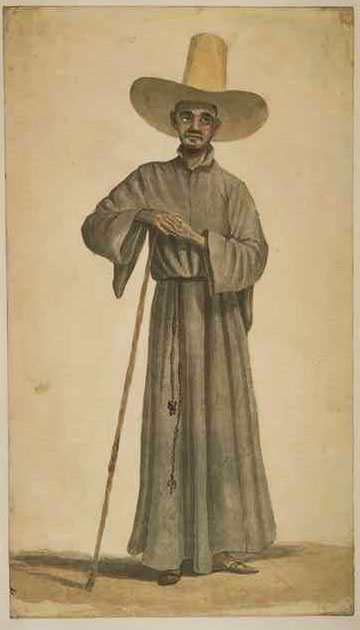
Tu sĩ dòng Tên ở Brasil thế kỷ 18

Năm 1550 và 1551, các hội nghị ở Valladolid công nhận nguyên tắc bình đẳng về quyền lợi và nghĩa vụ của mọi người. Văn hóa của người da đỏ bản xứ được công nhận. Mặc dù vậy, một số thực dân vẫn tiếp tục lạm dụng người da đỏ và đối xử với họ như nô lệ. Các tu sĩ dòng Tên đã học ngôn ngữ và phong tục tập quán của người bản xứ và lập ra các tổ chức xã hội để giúp đỡ các người bản xứ.
Ngay khi tới Peru, năm 1566, các tu sĩ dòng Tên cũng đã lập các khu tập trung truyền giáo và dạy chữ cho các người da đỏ Mojos (hoặc Moxos), Chiquitos và Guarani. Tuy nhiên, do sự căng thẳng giữa dòng Tên với các viên chức thuộc địa và sự chống đối của Tây Ban Nha và Bồ Đào Nha, các khu này đã dần dần biến mất. Các tu sĩ dòng Tên đã buộc phải dời bỏ các khu truyền giáo ở Nam Mỹ năm 1767, các khu này bị phá, ngoại trừ khu của người Chiquitos và Mojos.
Trên thế giới, dòng Tên tranh đấu chống ảnh hưởng của Tin Lành. Dòng Tên đã phải đối mặt với các cuộc bách hại dữ dội vì lập trường thần học của mình và việc ủng hộ Giáo hoàng vô điều kiện. Dòng đã bị giải tán trên lãnh thổ Tây Ban Nha và Bồ Đào Nha năm 1767.

#### Tại Pháp
Vào năm 1580, các tu sĩ dòng Tên thiết lập Maison Professe ở Paris, trong khu Marais, để tiếp đón các nhà thần học và khoa học. Đồng thời họ cũng quyết định lập 1 nguyện đường lớn cạnh Maison Professe (nay là nhà thờ Saint-Paul Saint-Louis). Tháng 5/1641, Hồng y de Richelieu đã dâng thánh lễ misa đầu tiên tại nhà thờ này. Giới quý tộc thường tới đây dâng lễ và nghe giảng. Bà de Sévigné cũng tới dây dâng lễ, nghe linh mục Louis Bourdaloue (1 người thuyết giảng nổi tiếng) giảng thuyết. Người ta cũng tới đây nghe nhạc của những nhạc sĩ Pháp tên tuổi đương thời như Marc-Antoine Charpentier và Jean-Philippe Rameau.
Người ta nghi ngờ các tu sĩ Dòng Tên đã dính líu đến vụ ám sát vua Henri IV - ông vua đã chấm dứt tình cảnh chiến tranh tôn giáo Pháp vào thế kỷ thứ 16. Trong các năm 1656 - 1657, theo yêu cầu của phái jansénisme, Blaise Pascal đã công kích Dòng Tên trong tập Les Provinciales (gồm 18 thư) về vấn đề thần học trong các tình huống khó khăn (casuistique).

#### Tại Hoa Kỳ
Một số viện đại học nghiên cứu hàng đầu của Hoa Kỳ đã được thành lập bởi Dòng Tên, trong đó có Đại học Georgetown, Đại học Boston, Đại học San Francisco và Đại học Fordham. Tới nay các đại học này tuyển sinh không phân biệt tôn giáo, và đa số sinh viên không theo đạo Công giáo.

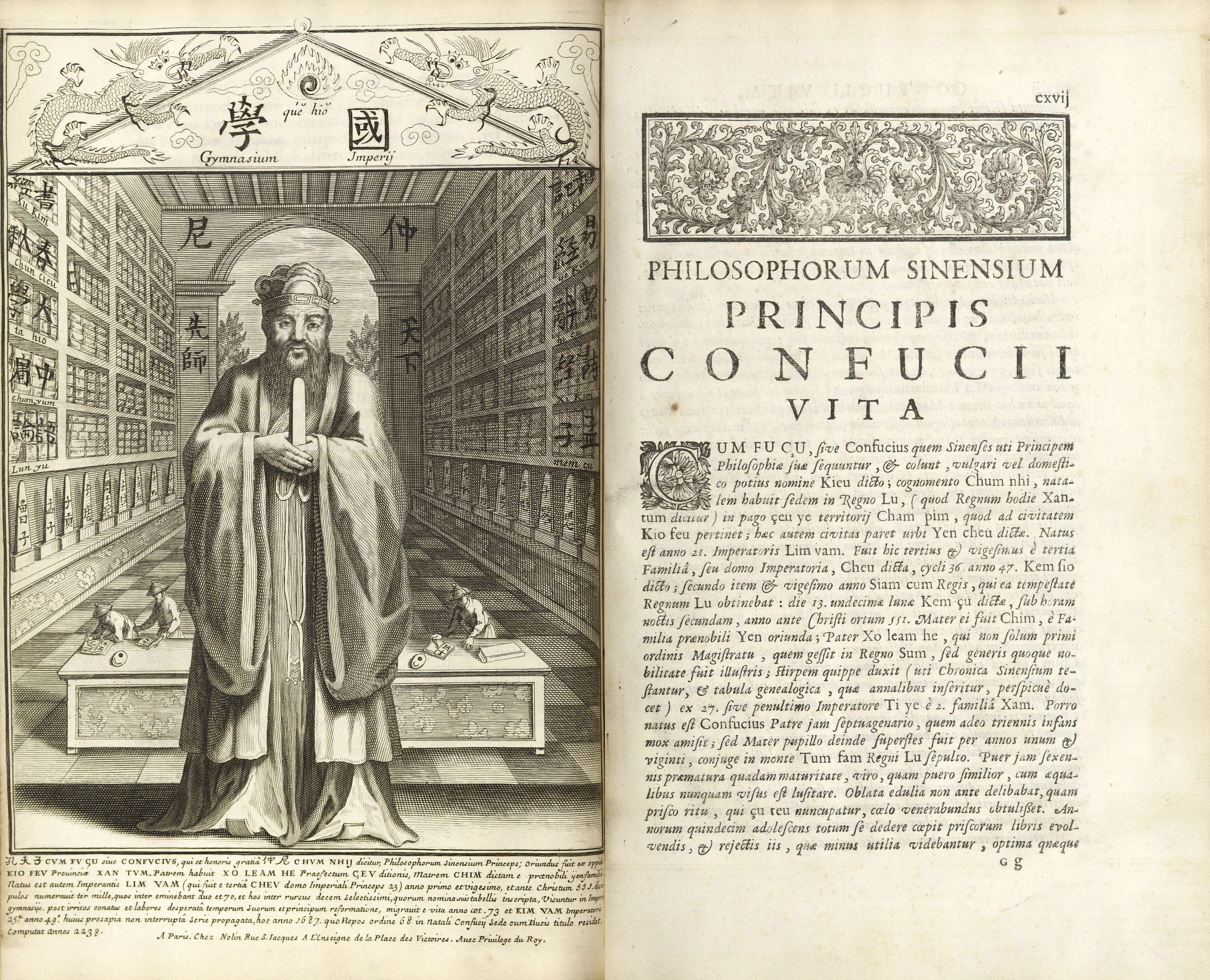
Cuộc đời và sự nghiệp của Khổng Tử, tác phẩm của linh mục Prospero Intorcetta, 1687.

#### Tại Việt Nam
Dòng Tên đã gây dựng nền móng vững chãi cho Công giáo tại Việt Nam. Khởi đầu là giáo sĩ Francesco Buzomi đến Đàng Trong năm 1615. Giáo sĩ Francisco de Pina là nhà truyền giáo đầu tiên thông thạo tiếng Việt. Giáo sĩ Giuliano Baldinotti tới tìm hiểu Đàng Ngoài năm 1626. Giáo sĩ Alexandre de Rhodes cập bến Cửa Bạng, Thanh Hóa năm 1627 và bắt đầu công cuộc truyền giáo với nhiều thành tựu tại Đàng Ngoài. 
Giáo sĩ Girolamo Maiorica nhiều năm truyền giảng Phúc Âm, soạn kinh sách chữ Nôm và hoạt động mục vụ tại Đại Việt cho tới những năm cuối đời. Giáo sĩ Giovanni Filippo de Marini bênh vực cho sự tiếp tục hiện diện của Dòng Tên tại Đàng Trong và Đàng Ngoài sau khi các Địa phận tông tòa được thành lập.
Từ năm 1957 đến 1975, các giáo sĩ Dòng Tên điều hành Giáo hoàng Học viện Piô X Đà Lạt, góp phần đào tạo các linh mục Việt Nam. Tại Sài Gòn, các giáo sĩ dòng Tên điều hành Trung tâm Đắc Lộ. Năm 1979, các giáo sĩ tại đây bị bắt, trung tâm Đắc Lộ bị tịch thu. Từ năm 1980 tới 2004, trung tâm Đắc Lộ được dùng làm trụ sở báo Tuổi Trẻ. Một phần trung tâm Đắc Lộ được trả lại cho Dòng Tên năm 2006.

## Các khó khăn, giải thể và tái lập
Trong suốt lịch sử của Dòng Tên, họ đã phải trải qua những năm tháng gian khổ. Các năm 1704 và 1742, Giáo hoàng ra lệnh cấm các nghi lễ Trung Hoa, mang nét của thuyết hỗn hợp (syncretism) mà các nhà truyền giáo dòng Tên đã tôn trọng.
Quốc gia châu Âu đầu tiên nỗ lực trục xuất Dòng Tên là Bồ Đào Nha. Vào năm 1758, các tu sĩ Dòng Tên bị quan Tổng trưởng Đế quốc (tương đương Thủ tướng) Sebastião José de Carvalho e Melo gán cho cái tội mưu sát vua José I. Không những thế, Melo còn tiến hành tuyên truyền bài trừ Dòng Tên trên khắp châu Âu, để các nước khác ủng hộ ông ta. Cuối cùng, vào năm 1759, ông ta ban bố sắc lệnh đuổi Dòng Tên ra khỏi Bồ Đào Nha. Không lâu sau, Pháp theo chân Bồ Đào Nha, quan Tổng trưởng Ngoại giao là Công tước Choiseul và ái thiếp của vua Louis XV là Nữ Hầu tước Pompadour chống đối ảnh hưởng của Dòng Tên. Họ gán cho Dòng tội mưu sát vua Louis XV, dù không phải là chủ mưu. Họ bị những người theo thuyết Giansêniô (Jansénisme) và các triều thần tấn công, rồi bị cấm và bị trục xuất khỏi Pháp năm 1763-1764, khoảng 200 trường của họ bị đóng cửa. Theo gót Pháp, vua Tây Ban Nha là Carlos III đã trục xuất Dòng Tên ra khỏi đất nước (1767), không những thế, ông ta còn đuổi các tu sĩ Dòng Tên ra khỏi ra khỏi xứ Napoli (1767) và xứ Parma (1768) - những xứ nằm dưới quyền thống trị của thân quyến của ông ta.
Cuối cùng, vào năm 1773, Giáo hoàng Clêmentê XIV - trước áp lực quá lớn của các nền quân chủ Pháp, Tây Ban Nha và Napoli, phải quyết định bãi bỏ Dòng Tên. Nữ hoàng Áo là Maria Theresia bất đắc dĩ thi hành mệnh lệnh. Lệnh của Giáo hoàng chỉ không có hiệu lực ở hai nước Phổ và Nga - các nền quân chủ phi Công giáo và không chịu ảnh hưởng của thế lực Giáo hoàng. Vua Phổ là Friedrich II Đại Đế đang thực hiện chính sách khoan dung tôn giáo, không những thế ông còn đề cao nền tri thức của Dòng Tên. Vị vua này đã gây bất ngờ đối với trào lưu triết học Khai sáng tiến bộ thời đó. Tương tự, Nữ hoàng Nga là Ekaterina II Đại Đế cũng tôn trọng tài năng xuất sắc của các tu sĩ Dòng Tên, bà cho rằng họ sẽ giúp ích cho nền văn hóa nước nhà.
Nhờ có Quốc vương Friedrich II Đại Đế và Nữ hoàng Ekaterina II Đại Đế mà Dòng Tên vẫn còn tồn tại được. Dòng Tên được Giáo hoàng Piô VII tái lập vào năm 1814, tuy nhiên các cuộc công kích họ vẫn tiếp tục suốt thế kỷ 19:
- Tại Pháp, các tu sĩ dòng Tên[10] bị trục xuất lần nữa vào năm 1880 và lần nữa năm 1901.
- Tại Thụy Sĩ, mãi tới năm 1973 mới bãi bỏ luật cấm các tu sĩ dòng Tên hoạt động. Luật này được ban hành từ năm 1848.

Tuy nhiên các ngăn cấm và chống đối nói trên cũng không ngăn cản được Dòng Tên. Họ đã tái lập các phái bộ truyền giáo ở Bắc Mỹ hoặc ở Madagascar. Họ đã lập các trường đại học trong thế kỷ thứ 19. Họ cũng đã xuất bản các tạp chí tinh thần như "Études", "Christus" và "Projet" ở Pháp, "Relations" ở Quebec (Canada), "la Civiltà Cattolica" ở Ý, "La Nouvelle Revue Théologique" ở Bỉ, tuần san "America" ở Hoa Kỳ (từ năm 1909).
. Dòng cũng có nhiều cơ sở giáo dục ở Pháp và có cả các đại học riêng về thần học và triết học ở Centre Sèvres, Paris và ở Brussel. 
Sau Chiến tranh thế giới thứ hai họ cũng tới Tchad và trở lại Nhật Bản.

## Ngày nay
Tính đến ngày 1 tháng 1 năm 2005, Dòng có 19.850 tu sĩ ở rải rác tại 112 quốc gia trên thế giới, so với khoảng 35.000 năm 1964. Cũng giống như các dòng khác của Giáo hội Công giáo, Dòng Tên cũng bị giảm ơn gọi (đi tu). Ngày nay phần lớn các tu sĩ dòng Tên có mặt tại châu Á (khoảng 3.500 ở Ấn Độ), ở châu Mĩ Latin và châu Phi. Hiện dòng có khoảng 900 người dự tu.
Bề trên Tổng quyền của Dòng hiện nay là Arturo Sosa, người Venezuela, được bầu trong Đại Công nghị dòng lần thứ 36 ngày 14 tháng 10 năm 2016, thay thế cho linh mục Adolfo Nicolás người Tây Ban Nha. Đặc biệt, vào ngày 13 tháng 3 năm 2013, Hồng y Jorge Mario Bergoglio người Argentina thuộc Dòng Tên được bầu làm giáo hoàng thứ 266 của Giáo hội Công giáo, ông lấy tông hiệu là Giáo hoàng Phanxicô.